# Volo delle oche selvatiche
(James Joyce)
Il Volo delle oche selvatiche (Flight of the Wild Geese) si riferisce innanzitutto specificamente alla partenza di un esercito irlandese giacobita sotto il comando di Patrick Sarsfield, dall'Irlanda alla Francia, in applicazione del Trattato di Limerick. Il fatto avvenne il 3 ottobre 1691, al termine della Guerra guglielmita in Irlanda.
In senso più generale, la locuzione Oche selvatiche è usata nella storia irlandese per riferirsi ai soldati di quel paese che emigrarono per prestare servizio negli eserciti continentali dal XVI secolo fino al diciottesimo (il fenomeno venne infatti contrastato seriamente intorno al 1750).

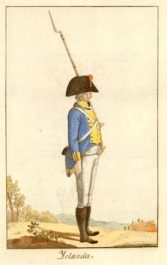
Soldato del Regimiento Irlanda in servizio in Ispagna

## Servizio in Spagna
Le prime truppe irlandesi impiegate come unità militare da una potenza continentale formarono un reggimento nell'esercito spagnolo delle Fiandre durante la Guerra degli ottanta anni verso il 1580. Il reggimento era stato fondato da un cattolico inglese, William Stanley, reclutando in Irlanda nativi e mercenari "non graditi" alle autorità britanniche (si veda la Riconquista Tudor dell'Irlanda per ulteriori dettagli). Stanley aveva ricevuto da Elisabetta I d'Inghilterra l'incarico di guidare il reggimento, a favore degli inglesi, in sostegno delle Province Unite. Tuttavia, nel 1585, motivato da fattori religiosi ma anche allettato dalla somma offertagli dagli iberici per cambiar partito, Stanley passò al servizio degli spagnoli con tutto il suo reggimento. Nel 1598 Diego Brochero de Anaya scrisse a Filippo III di Spagna:
L'unità combatté in Olanda fino al 1600, quando si dissolse in conseguenza alle gravi perdite dovute a combattimenti e a malattie.
Nel 1607 avvenne la Fuga dei Conti, quando gli sconfitti della Ribellione di Tyrone, i conti Hugh O'Neill e Rory O'Donnell, assieme a molti capi dell'Ulster, con i loro seguaci, lasciarono l'Irlanda. Speravano di ricevere aiuto dalla Spagna per rinfocolare la loro ribellione in Irlanda, ma il re Filippo III di Spagna, che non desiderava riprendere le ostilità con i britannici, respinse il loro appello.
Nondimeno, il loro arrivo portò alla formazione di un nuovo reggimento irlandese nelle Fiandre, i cui ufficiali erano nobili irlandesi gaelici, e la cui truppa proveniva da seguaci e dipendenti di costoro in Irlanda. Questo reggimento era più apertamente politico del precedente "spagnolo", e in particolare osteggiava decisamente il governo protestante inglese d'Irlanda. Era guidato dal figlio (John) di Hugh O'Neill. Tra gli ufficiali spiccavano Owen Roe O'Neill e Hugh Dubh O'Neill.
Nel 1609, Arthur Chichester, poi divenuto Lord Deputy of Ireland, deportò 1300 ex-soldati ribelli dall'Ulster costringendoli a prestare servizio nell'esercito svedese. Tuttavia, anche per influsso del clero cattolico, molti di loro disertarono dedicandosi al servizio in Spagna.
Una nuova fonte di reclutamento derivò dall'esclusione (decretata in principio del XVII secolo) dei cattolici dai pubblici uffici (militari compresi) in Irlanda. Di conseguenza, le unità irlandesi di Spagna iniziarono ad attrarre ufficiali cattolici Old English, quali Thomas Preston e Garret Barry. Questi uomini erano più favorevoli alla causa inglese rispetto alle loro controparti gaeliche, e si determinò un certo malumore per i progetti di usare il reggimento per l'invasione dell'Irlanda nel 1627. Il reggimento fu impiegato come guarnigione a Bruxelles durante la Guerra degli Ottant'Anni tra il 1609 e il 1621 e maturò intensi legami con il clero cattolico del locale seminario, in particolare con Florence Conroy.
Molti di questi soldati irlandesi "di Spagna" fecero ritorno in patria dopo la ribellione irlandese del 1641 e combatterono nelle schiere dell'Irlanda confederata — un movimento cattolico irlandese. Quando i confederati furono sconfitti e l'Irlanda occupata durante la riconquista dell'Irlanda per opera di Oliver Cromwell, circa 34 000 ex combattenti confederati lasciarono il paese per praticare il mestiere delle armi in Spagna. Alcuni di loro poi disertarono o comunque abbandonarono il campo spagnolo per prestare servizio in Francia, ove si riteneva che le condizioni fossero migliori. Ancora al tempo delle Guerre napoleoniche esistevano tre reggimenti irlandesi nell'esercito spagnolo: Irlanda (fondato nel 1698), Hibernia (1709) e Ultonia (1709). Tuttavia, negli ultimi anni della loro esistenza, soltanto gli ufficiali erano irlandesi (almeno per discendenza), mentre i soldati erano prevalentemente spagnoli o stranieri di altra provenienza. Tutti e tre i reggimenti furono poi disciolti nel 1815.

## Servizio in Francia
Il "Volo delle oche selvatiche" propriamente detto
Dal 1650 circa, la Francia superò la Spagna come méta preferita dei cattolici irlandesi che cercavano un impiego militare. Il principale motivo di tale cambiamento risiedeva nell'ascendente fortuna della Francia quale potenza continentale, interessata ad espandere rapidamente le proprie forze armate (laddove per Madrid valeva un'opposta constatazione storica).
La Francia arruolava stranieri in gran copia: Tedeschi, Italiani, Valloni e Svizzeri. André Corvisier, forse il più autorevole storico in fatto di archivi militari francesi, calcola nel 12% in tempo di pace — e nel 20% in tempo di guerra — la quota di stranieri nelle truppe francesi dell'epoca. Nei reggimenti irlandesi si guadagnava di più — ceteris paribus — che nei corrispondenti reparti francesi, e si vestiva la giubba rossa dell'esercito britannico.
Il punto cruciale di svolta vi fu durante la Guerra guglielmita in Irlanda (1688-1691) quando Luigi XIV di Francia concesse appoggio militare e finanziario ai giacobiti. In cambio di 6 000 soldati francesi, Luigi chiese 6 000 reclute irlandesi da impiegare nella Guerra della Lega di Augusta contro gli olandesi. Questi uomini, comandati da Justin McCarthy, visconte di Mountcashel, formarono il nucleo della brigata irlandese di Francia.
In seguito, quando gli irlandesi giacobiti di Patrick Sarsfield si sottomisero al Trattato di Limerick (3 ottobre 1691), fu loro permesso di lasciare l'Irlanda per prestare servizio in Francia. L'esodo di Sarsfield riguardò 14 000 soldati e 10 000 donne e bambini. Questo specifico episodio è propriamente detto, nella cultura popolare irlandese, "Il volo delle oche selvatiche".
Inizialmente questi reparti non erano integrati nell'esercito francese, ma facevano capo alla corte in esilio di Giacomo II d'Inghilterra — deposto dalla Gloriosa rivoluzione — che re Luigi considerava il legittimo re di Inghilterra, Irlanda e Scozia. Più tardi furono incorporati nella ricordata Brigata irlandese dell'esercito francese.
Al pari delle prime unità che operarono in Ispagna, i reggimenti irlandesi di Francia erano piuttosto politicizzati, essendo composti di cattolici irlandesi defraudati, che ovviamente avevano un interesse personale in un'ipotetica restaurazione degli Stuart nelle isole britanniche. Notoriamente, la Brigata irlandese si distinse alla battaglia di Fontenoy, combattuta contro gli inglesi nel 1745.
Fino al 1745, alla piccola nobiltà cattolica irlandese fu permesso di reclutare in Irlanda soldati per la Francia. Le autorità dell'Irlanda consideravano ciò meno destabilizzante che il rischio di avere una massa di giovani irlandesi disoccupati e idonei alle armi in giro per il Paese. Tuttavia, dopo che un contingente irlandese composito, proveniente dalla Francia, (tratto da ciascuno dei reggimenti inclusi nella Brigata irlandese e noti come "Irish Picquets") fu usato per rinforzare la Rivolta giacobita del 1745 in I scozia, gli inglesi compresero i pericoli di siffatta politica, e misero al bando il reclutamento in Irlanda a favore di potenze straniere. Da quel momento, il personale dei cosiddetti reparti irlandesi di Francia sarà sempre più costituito da elementi non irlandesi, anche se gli ufficiali continueranno ad essere reclutati in Irlanda.
Durante la Guerra dei sette anni si fece ogni sforzo per reclutare combattenti tra i prigionieri irlandesi o tra chi aveva disertato l'esercito inglese. A parte questa eccezione, il reclutamento era limitato ad un rigagnolo di volontari irlandesi che riuscivano con la loro intraprendenza a raggiungere la Francia, oppure discendevano da membri della Brigata irlandese trapiantati definitivamente in Francia. Questi erano i reggimenti irlandesi che combatterono per la Francia nella guerra dei Sette Anni: Bulkeley, Clare, Dillon, Rooth, Berwich e Lally. Vi era pure un reggimento di cavalleria denominato Fitz James. Alla fine del XVIII secolo anche gli ufficiali dei reggimenti irlandesi erano tratti da famiglie franco-irlandesi stabilitesi in Francia da diverse generazioni. Benché francesi in tutto fuorché nel cognome, queste famiglie facevano un punto d'orgoglio della loro origine gaelica.
A seguito degli stravolgimenti connessi alla Rivoluzione francese, la Brigata irlandese cessò di esistere il 21 luglio 1791, quando i 12 reggimenti stranieri "non-svizzeri" esistenti all'epoca furono integrati nei ranghi della fanteria francese, perdendo le proprie caratteristiche quanto a status, titoli e uniformi. Molti lasciarono il servizio alla deposizione di Luigi XVI (1792), considerato pure che il loro giuramento di fedeltà era intercorso con il sovrano, e non con il popolo francese. Napoleone Bonaparte più tardi istituì un piccolo reparto di veterani della Ribellione irlandese del 1798.

## Servizio in Austria
In questo stesso periodo, vi era anche un consistente numero di ufficiali e soldati irlandesi al servizio della monarchia asburgica; molti di loro erano di stanza a Praga. Il più famoso di tali uomini fu Peter Lacy, feldmaresciallo di Russia, il cui figlio Franz Moritz von Lacy si era valorosamente distinto sotto le bandiere d'Austria. Merita d'essere ricordato anche il collega di Lacy, e suo comandante, maresciallo Maximilian Ulysses Browne, comandante in capo delle forze austriache alla battaglia di Lobositz (1º ottobre 1756, Guerra dei Sette Anni).
Molti anni prima, durante la Guerra dei Trent'Anni, alcuni ufficiali irlandesi capitanati da Walter Deveraux avevano assassinato il generale Alberto di Wallenstein per ordine dell'imperatore. Il reclutamento per il servizio in Austria era soprattutto associato al centro-Irlanda e alle famiglie della gentry Taafe, Nugent e O'Rourke.

## Servizio in Svezia
Nel 1609, Arthur Chichester, poi divenuto Lord Protettore d'Irlanda, deportò 1300 ex soldati-ribelli dell'Ulster destinati a prestare servizio nell'esercito svedese. Tuttavia, per l'influenza del clero cattolico, molti di loro disertarono, ponendosi al servizio della Spagna.

## Servizio in Italia
Malgrado che sia un argomento piuttosto negletto dagli studiosi, l'antico e tradizionale mestiere delle armi in Italia era ampiamente praticato pure dagli irlandesi. Il tercio di Lucas Taf (circa 500 uomini) prestò servizio a Milano verso il 1655. Anche l'esercito dei Savoia comprendeva irlandesi, tanto da dedicare loro un reggimento:il reggimento Desportes.
Nel 1694 a Milano esisteva un reggimento composto esclusivamente di irlandesi.
Dell'intero esercito spagnolo a Milano (20 000 effettivi circa) il 3-4% era costituito da irlandesi. Non è un valore molto alto, ma si trattava di una componente qualitativamente importante. In tale contesto, James FitzJames, I duca di Berwick e di Liria è solo uno degli esempi di questo successo. Iniziò a servire la monarchia nel 1711 e riuscì a diventare Tenente generale nel 1732, ambasciatore in Russia, in Austria e a Napoli, dove morì.

## Estinzione del fenomeno
Il reclutamento in Irlanda andò scemando da quando fu posto fuori legge nel 1745. Nel 1732 Sir Charles Wogan indicava in una lettera a Dean Swift che 120 000 irlandesi erano stati feriti o uccisi nel servizio all'estero "in questi quattro anni", al che Swift rispose:

"Non posso far altro che esprimere profonda stima per quei gentiluomini che, con tutti gli svantaggi di essere esiliati e forestieri, sono stati capaci di distinguersi per valore e condotta in tutta Europa, penso, al di sopra delle altre nazioni."

Fu poco prima che le forze armate inglesi iniziassero ad attingere personale dai cattolici irlandesi. Alla fine del XVIII secolo, le Leggi penali furono gradualmente allentate, e negli anni 1790 fu abrogata la legge che proibiva ai cattolici di portare armi.
Da quel momento, gli inglesi iniziarono a reclutare irlandesi per le forze armate della Corona — comprese unità famose come i Connaught Rangers. È stato stimato che fino al 40% dell'esercito guidato da Wellington nella Guerra peninsulare fosse irlandese. Verso il 1830 era irlandese più del 42% dell'esercito britannico (gli inglesi propriamente detti erano il 41%). Parecchi altri reparti di irlandesi furono istituiti nel XIX secolo.
Nel 1914 vi erano reggimenti dichiaratamente irlandesi nell'esercito del Regno Unito: il Prince of Wales's Leinster Regiment, il Royal Dublin Fusiliers, lo Irish Guards, il Royal Irish Regiment, il Royal Inniskilling Fusiliers, il Royal Irish Rifles, il Royal Irish Fusiliers, il Connaught Rangers (già ricordato) e il Royal Munster Fusiliers. Quando nel 1922 nacque lo Stato Libero d'Irlanda, cinque di questi reggimenti furono disciolti. La Gran Bretagna mantiene ancora lo Irish Guards e il Royal Irish Regiment.

## Cultura di massa
- Per gli anglosassoni è verosimilmente ovvio il collegamento logico tra il fenomeno qui descritto e il titolo di un film di guerra, The Wild Geese, che in Italia è stato tradotto come I quattro dell'Oca selvaggia.
- Con il termine anatre selvatiche si fa riferimento all'emigrazione irlandese per motivi politici anche nell'Ulisse di James Joyce.
- Nel manga Hellsing di Kōta Hirano e negli OVA derivati, vi è un gruppo di mercenari chiamato appunto Wild Geese; questo perché il capitano dell'associazione, Pip Bernadotte, è di origini francesi, e ciò si riferisce ai servigi che gli esiliati irlandesi resero alla Francia nel 1650.